# Hersel
Hersel is een buurtschap  van Lierop in de gemeente Someren in de Nederlandse provincie Noord-Brabant. Het ligt twee kilometer ten noorden van Lierop en twee kilometer ten oosten van het dorp Mierlo, iets ten zuiden van de buurschap Eindje.
Dorpen: Lierop · Someren · Someren-Eind · Someren-Heide

Buurtschappen: Achterbroek · Berkeindje · Boomen · Broekkant · De Hoef · De Hutten · Eindje · Gebergte · Groote Hoeven · Heieind · Heikant · Hersel · Moorsel · Oeijenbraak · Otterdijk · Slieven · Sluis 13 · Speelheuvel · Stipdonk · Vaarsel · Vaartsche Hoef · Vlas · Winkelstraat · Zomerven

Noord-Brabant: Steden en dorpen      Nederland: Provincies · Gemeenten